# Ironman Hawaï 1992
De Ironman Hawaï 1992 is een triatlonwedstrijd, die wordt beschouwd als het wereldkampioenschap triatlon voor de Ironman Afstand (3,86 km zwemmen - 180,2 km fietsen - 42,195 km hardlopen). Deze 16e editie van de Ironman Hawaï vond plaats op zaterdag 15 oktober 1992. Er werd gestart op het eiland Hawaï in Kailua-Kona.
De wedstrijd bij de mannen werd net als de vorige editie gewonnen door de Amerikaan Mark Allen. Dit was de vierde maal dat hij op het hoogste schavot mocht staan. Met een finishtijd van 8:09.08 had hij een voorsprong van ruim zeven minuten op de Chileen Cristian Bustos, die in 8:16.29 over de finish kwam. Bij de vrouwen won de Zimbabwaanse Paula Newby-Fraser de wedstrijd voor vijfde maal in haar sportieve loopbaan. Met haar finishtijd van 8:55.28 was de eerste vrouw die onder de magische grens van 9 uur bleef. De Amerikaanse JulieAnne White werd tweede in 9:21.40.
De beste Nederlander was Ben van Zelst. Met een tijd van 8:40.51 eindigde hij op een elfde plaats.

## Uitslagen

### Mannen
| rang   | naam              | land | totaaltijd | zwemmen | fietsen | lopen   |
| ------ | ----------------- | ---- | ---------- | ------- | ------- | ------- |
| Goud   | Mark Allen        | USA  | 8:09.08    | 0:51.27 | 4:35.23 | 2:42.18 |
| Zilver | Cristian Bustos   | CHI  | 8:16.29    | 0:52.35 | 4:34.16 | 2:49.38 |
| Brons  | Pauli Kiuru       | FIN  | 8:17.29    | 0:51.18 | 4:36.26 | 2:49.45 |
| 4      | Wolfgang Dittrich | GER  | 8:23.19    | 0:48.35 | 4:38.17 | 2:56.27 |
| 5      | Jurgen Zack       | GER  | 8:25.04    | 0:53.34 | 4:32.28 | 2:59.02 |
| 6      | Greg Welch        | AUS  | 8:26.53    | 0:49.32 | 4:37.20 | 3:00.01 |
| 7      | Paul Huddle       | USA  | 8:27.26    | 0:51.37 | 4:41.19 | 2:54.30 |
| 8      | Jeff Devlin       | USA  | 8:30.28    | 0:54.35 | 4:39.06 | 2:56.57 |
| 9      | Teemu Vesala      | FIN  | 8:37.29    | 0:57.30 | 4:43.51 | 2:56.08 |
| 10     | Ray Browning      | USA  | 8:40.34    | 0:51.26 | 4:41.31 | 3:07.37 |

### Vrouwen
| rang   | naam               | land | totaaltijd | zwemmen | fietsen | lopen   |
| ------ | ------------------ | ---- | ---------- | ------- | ------- | ------- |
| Goud   | Paula Newby-Fraser | USA  | 8:55.28    | 0:53.30 | 4:56.34 | 3:05.24 |
| Zilver | JulieAnne White    | CAN  | 9:21.40    | 1:02.07 | 5:02.32 | 3:17.01 |
| Brons  | Thea Sybesma       | NED  | 9:26.57    | 1:00.40 | 5:08.14 | 3:18.03 |
| 4      | Terry Schneider    | USA  | 9:29.05    | 1:00.07 | 5:04.22 | 3:24.36 |
| 5      | Krista Whelan      | USA  | 9:35.43    | 1:02.04 | 5:01.54 | 3:30.43 |
| 6      | Donna Peters       | USA  | 9:38.03    | 0:59.59 | 5:03.46 | 3:34.18 |
| 7      | Fernanda Keller    | BRA  | 9:39.02    | 1:02.34 | 5:17.07 | 3:19.21 |
| 8      | Katinka Wiltenburg | NED  | 9:46.46    | 1:03.07 | 5:19.24 | 3:24.15 |
| 9      | Sian Williams      | USA  | 9:49.43    | 0:56.23 | 5:00.16 | 3:53.04 |
| 10     | Juliana Nievergelt | USA  | 9:52.36    | 0:54.28 | 5:11.46 | 3:46.22 |

1978 · 
1979 · 
1980 · 
1981 · 
1982 (feb.) · 
1982 (okt.) · 
1983 · 
1984 · 
1985 · 
1986 · 
1987 · 
1988 · 
1989 · 
1990 · 
1991 · 
1992 · 
1993 · 
1994 · 
1995 · 
1996 · 
1997 · 
1998 · 
1999 · 
2000 · 
2001 · 
2002 · 
2003 · 
2004 · 
2005 · 
2006 · 
2007 · 
2008 · 
2009 · 
2010 · 
2011 · 
2012 · 
2013 · 
2014 · 
2015 · 
2016 · 
2017 · 
2018 · 
2019